# 年神
年神（としがみ、歳神とも）、大年神（おおとしのかみ）は、日本神話、神道の神である。

## 大年神
日本神話では、『古事記』において須佐之男命と神大市比売（かむおおいちひめ・大山津見神の娘）の間に生まれた大年神（おおとしのかみ）としている。両神の間の子にはほかに宇迦之御魂神がおり、これも穀物神である。また、大年神と香用比売（カグヨヒメ）の間の子に御年神（みとしのかみ、おとしのかみ）、孫に若年神（わかとしのかみ）がおり、同様の神格の神とされる。孫に久久年神（くくとしのかみ）もいる。
『日本書紀』には年神は現れない。『日本書紀』は天皇の即位年を太歳の干支で示すが、太歳は中国で考えられた架空の天体であって年神とは異なる。

## 系譜
大年神は他に多くの神の父及び祖父とされる。

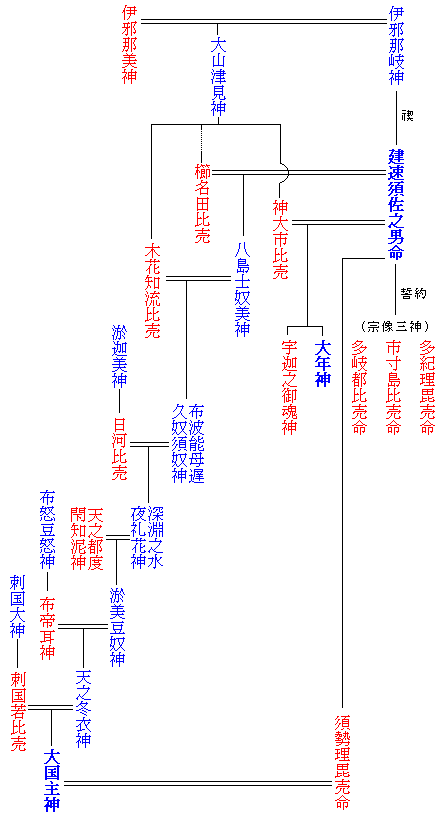
スサノオの系図（『古事記』による）。青は男神、赤は女神

- 伊怒比売（いのひめ、神活須毘神（かむいくすび）の娘）との間の子
  - 大国御魂神（おほくにみたま） - 国土の神霊の意。国魂、大国主を参照。
  - 韓神（から） - 百済からの渡来氏族が信仰した神[2]。園韓神社も参照。
  - 曾富理神（そふり） - 西田長男は、曽富理神が祀られたのは、平安京に遷都の行われた延暦13年10月20日以後のこととして、古事記の成立は平安遷都以後とした[3]。また、新羅からの渡来神ともされる[4]。
  - 白日神（しらひ） - 明るい太陽の神。
  - 聖神（ひじり） - 日を知る農耕神。

- 香用比売（かぐよひめ）との間の子
  - 大香山戸臣神（おほかぐやまとみ）
  - 御年神（みとし）

- 天知迦流美豆比売（あめちかるみづひめ）との間の子
  - 奥津日子神（おきつひこ） - 熾の神。
  - 奥津比売命（おきつひめ） - 同上。別名 大戸比売神（おほへひめ）。竈神（かまど）の女神。
  - 大山咋神（おほやまくひ） - 別名 山末之大主神（やますゑのおほぬし）。比叡山の山の神で日吉大社・松尾大社の祭神。
  - 庭津日神（にはつひ） - 庭を照らす日の意。屋敷の神。
  - 阿須波神（あすは） - 屋敷の神。
  - 波比岐神（はひき）
  - 香山戸臣神（かぐやまとみ）
  - 羽山戸神（はやまと） - 山の麓を司る神。
  - 庭高津日神（にはたかつひ） - 庭を照らす日の意。屋敷の神。
  - 大土神（おほつち） - 別名 土之御祖神（つちのみおやのかみ）。土の神。

- 羽山戸神と大気都比売神との間の子
  - 若山咋神（わかやまくい） - 山の神。
  - 若年神（わかとし）
  - 若狭那売神（わかさなめ） - 田植えをする早乙女の意。
  - 弥豆麻岐神（みづまき） - 水撒き・灌漑の神。
  - 夏高津日神（なつたかのひ） - 別名 夏之売神（なつのめ）。夏の高く照る日の神の意。「夏」の文字は記紀の神話全体で季節の名としては現れず、この神の名として現れるのみである。
  - 秋毘売神（あきびめ） - 秋の女神。
  - 久久年神（くくとし） - 稲の茎が伸びることの意。
  - 久久紀若室葛根神（くくきわかむろつなね） - 別名 若室葛根（わかむろつなね）。新しい室を建てて葛の綱で結ぶの意。新嘗祭のための屋舎を建てることと考えられる。

## 古語拾遺における記載
『古事記』には系譜以外の事績の記述がないが、『古語拾遺』には、大地主神（おおとこぬしのかみ）の田の苗が御年神の祟りで枯れそうになったので、大地主神が白馬・白猪などを供えて御年神を祀ると苗は再び茂ったという説話がある。

## 来訪神
毎年正月に各家にやってくる来訪神である。地方によってはお歳徳（とんど）さん、正月様、恵方神、大年神（大歳神）、年殿、トシドン、年爺さん、若年さんなどとも呼ばれる。
現在でも残る正月の飾り物は、元々年神を迎えるためのものである。門松は年神が来訪するための依代であり、鏡餅は年神への供え物であった。各家で年神棚・恵方棚などと呼ばれる棚を作り、そこに年神への供え物を供えた。

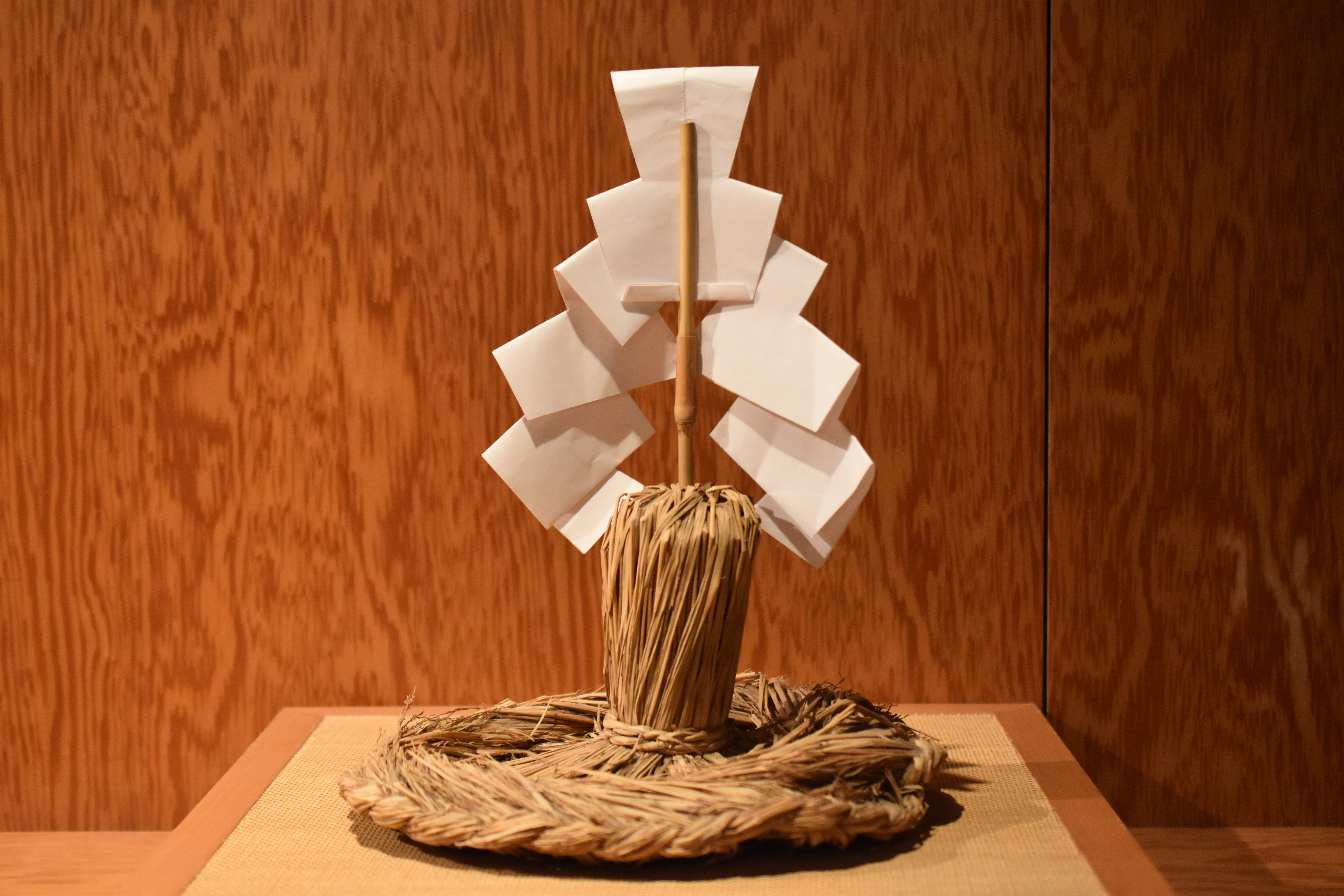
年神の一例。藤沢市遠藤

トシドンは鹿児島県薩摩川内市の下甑島に伝わる年神である。
また陰陽家では、娑伽羅竜王（しゃがらりゅうおう）の娘、女神・頗梨采女（はりさいじょ）のことを年神といい、元旦に来訪する神霊という。のちに、これに先祖霊が加えられ、習合した。

## 穀物神
「年」は稲の実りのことで、穀物神である。本居宣長は「登志とは穀のことなり、其は神の御霊以て、田に成して、天皇に寄奉賜ふゆえに云り、田より寄すと云こころにて、穀を登志とはいうなり」と述べ、穀物、農耕神であるとした。
信仰の根底にあるのは、穀物の死と再生である。古代日本で農耕が発達するにつれて、年の始めにその年の豊作が祈念されるようになり、それが年神を祀る行事となって正月の中心行事となっていった。

## 祖霊
また一方で、年神は家を守ってくれる祖先の霊、祖霊として祀られている地方もある。農作を守護する神と家を守護する祖霊が同一視されたため、また、田の神も祖霊も山から降りてくるとされていたため（山の神も参照）である。
柳田國男は、一年を守護する神、農作を守護する田の神、家を守護する祖霊の3つを一つの神として信仰した素朴な民間神が年神であるとしている。

## 年徳神
中世ごろから、都市部で「年神（歳神）」は「年徳神（歳徳神）」と呼ばれるようになった。徳は得に通じ縁起が良いとされたためである。方位学にも取り入れられ、歳徳神のいる方角は「恵方」と言って縁起の良い方角とされた。
暦には女神の姿をした歳徳神が描かれているが、神話に出てくる大年神は男神であり、翁の姿をしているともされる。元々民間信仰の神であり、その姿は様々に考えられていたということである。
正月の支度をしていると翁と出会い、待ち合わせをしていた童と交代で帰って行くのを見届ける為に数日が過ぎ、すっかり年が明けてしまったと思っていたら時間は経過しておらず、童が今年の年神である事に気付くという伝承がある。

## 祀る神社
- 葛木御歳神社 (奈良県御所市、全国にある御歳神社・大歳神社の総本社)
- 下谷神社 (東京都台東区)
- 向日神社 (京都府向日市)
- 大歳神社 (京都府京都市西京区)
- 大歳御祖神社（静岡県静岡市葵区）
- 利神社（静岡県掛川市）
- 飛騨一宮水無神社（岐阜県高山市）
- 朝熊神社 (三重県伊勢市)
- 恐神神社 (福井県恐神町)

等全国に多数。また、特に西日本では田の畔の祠などに大歳神社・大歳様として多く祀られている。
大和神社（おおやまとじんじゃ）右殿でも、中殿に日本大国魂大神、左殿に八千戈大神、右殿に御年大神を祀る。ただし、日本大国魂大神（倭大国魂神）以外の祭神については文献によって諸説あり、『神社要録』では左殿を須沼比神。『社家説』『元要記』では左殿を三輪大明神（大物主）・右殿を天照大神。『元要記一説』では右殿を稲倉魂神(ウカノミタマ)としている。